# Steven Defour
Steven Arnold Defour (Mechelen, 1988. április 15. –) belga válogatott labdarúgó, jelenleg a KV Mechelen vezetőedzője.

## Sikerei, díjai
Standard Liège
- Belga bajnok (2): 2007–08, 2008–09
- Belga kupagyőztes (1): 2010–11
- Belga szuperkupagyőztes (2): 2008, 2009

Porto
- Portugál bajnok (2): 2011–12, 2012–13
- Portugál szuperkupagyőztes (2): 2012, 2013

Egyéni
- Belga aranycipő (1): 2007